# 2008年夏季奥林匹克运动会中国艺术体操队
参加2008年北京夏季奥林匹克运动会的中国艺术体操队一行共计12人（不含兼任），其中运动员7人，官员与工作人员5人；领队由高健兼任。艺术体操为女子项目，1984年洛杉矶奥运会被正式列为奥运比赛项目，中国自2000年悉尼奥运会以来为每次的奥运参赛项目。本次比赛东道主中国获得全部2个项目，各有一席参赛资格。

## 人员构成
官员与工作人员（5人，不含兼任）：

领队：高健（兼任）；
 
教练（3人）：夏燕飞、白梅、梁芹；
 
管理：张力为，医生：赵鑫。
运动员（7人）：章硕、孙丹、侴陶、隋剑爽、蔡彤彤、吕远洋、李红杨。